# Saaremaa
Saaremaa (německy Ösel, švédsky Ösel, latinsky Osilia) je jeden z estonských ostrovů v Baltském moři.
Saaremaa se nachází v jihozápadní části Západoestonského souostroví, jižně od ostrova Hiiumaa a západně od ostrova Muhu.
Zeměpisné souřadnice středu ostrova jsou 58° 30' severní šířky a 22° 30' východní délky.
Ostrov má rozlohu 2 714 km², což ho činí největším estonským ostrovem a po Sjællandu, Gotlandu a Fynu čtvrtým největším ostrovem v Baltském moři. Nejvyšší bod ostrova má nadmořskou výšku 54 m.

## Název
Nejstarší prameny, které zmiňují název ostrova, jsou islandské ságy, v nichž se Saaremaa objevuje jako Eysysla, složenina z ey („ostrov“) a sysla („území“, „okruh“). Z tohoto starého označení zřejmě vzniklo jak německé a švédské jméno ostrova Ösel, tak latinské Osilia.
Estonské jméno Saaremaa odpovídá poměrně přesně islandskému Eysysla. Je utvořeno ze složek saar (genitiv saare, „ostrov“) a maa („země“, „území“). Vzhledem k tomu, že estonské osídlení ostrova je pravděpodobně starší než germánské, dá se předpokládat, že Eysysla je překladem původnějšího Saaremaa (resp. ve staroestonštině Saarenmaa).
Některé teorie ztotožňují ostrov Saaremaa s ostrovem Thúlé, popsaným starověkým mořeplavcem Pýtheem z Massilie. Jméno Thúlé se v tomto kontextu vykládá jako odvozené z estonského tuli („oheň“, staroestonsky tule), které bylo složkou pojmenování meteoritického kráteru v Kaali.

## Geografie

### Okolní ostrovy a pobřeží
Saaremaa je oddělena průlivem Väike väin od ostrova Muhu na východě a průlivem Soela väin od ostrova Hiiumaa na severu. Její břehy omývá ze severovýchodu mělké Průlivové moře, z jihu a jihovýchodu vody Rižského zálivu), zatímco ze západu a severozápadu hraničí s otevřeným Baltským mořem. Zejména ze západu a z jihu je Saaremaa obklopena desítkami dalších ostrovů a ostrůvků, z nichž největší jsou Abruka a Vilsandi.

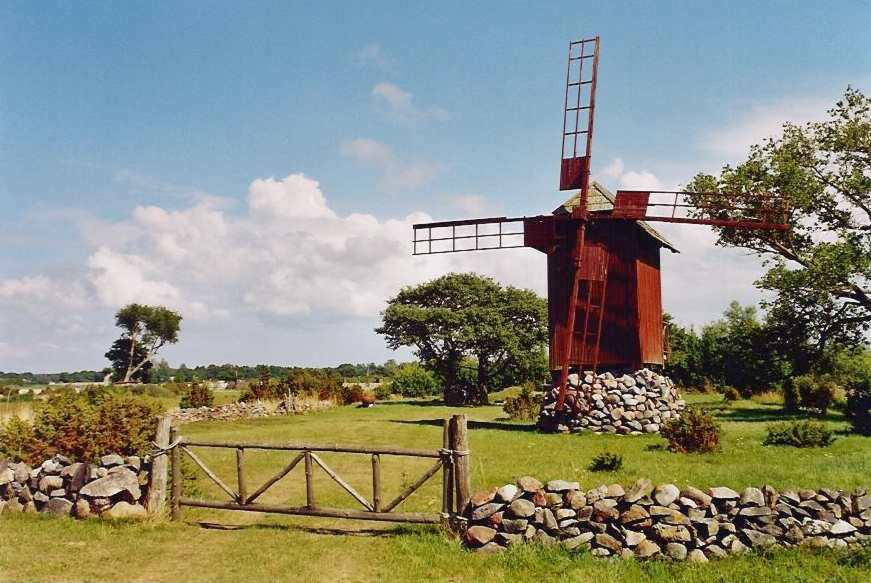
Větrný mlýn na Sõrevském poloostrově

Odhlédneme-li od velmi členitého pobřeží, má ostrov Saaremaa tvar oválu natočeného přibližně východozápadním směrem, z něhož na jihozápad vybíhá mohutný Sõrevský poloostrov (Sõrve poolsaar).

### Povrch
Saaremaa je poměrně plochý a horopisně chudý ostrov. Na západě ostrova se zvedá Západoostrovní vysočina (Lääne-Saaremaa kõrgendik), dosahující nadmořské výšky 54 m, na Sõrevském poloostrově Sõrevská vysočina (Sõrve kõrgendik). Na severním pobřeží ostrova se nacházejí mohutné pobřežní vápencové útesy. Celý povrch ostrova nese stopy působení někdejšího pevninského ledovce.
Plochý povrch ostrova zdobí též pozůstatky řady kruhových hradišť, z nichž největší jsou Valjala, Kaarma a Kahutsi, dosahující průměru kruhu 110 až 150 metrů a výšky zachovaných valů 5 až 10 metrů.

### Jezera
Z přibližně 80 jezer na ostrově větší část buď vznikla oddělením z moře v důsledku tektonického zdvihu, nebo je přímo spojena s mořem. Nejvíce jezer (přibližně 20) se nachází v severozápadní části ostrova na Tagamõiském poloostrově (Tagamõisa poolsaar), významné množství je jich rovněž u jihovýchodního a východního pobřeží. Původ jezer se často odráží v jejich označeních jako záliv (laht), zátoka (abajas) nebo moře (meri). Největším jezerem tohoto druhu je dvojjezero Mullutu-Suurlaht o rozloze 14,4 km² nedaleko Kuressaare. Většina jezer tohoto druhu má lehce slanou vodu a některá v letním období vysychají. Za nejkrásnější jezero ostrova bývá označováno členité Medvědí jezero (Karujärv) o ploše 3,3 km², nacházející se v lesích Západaoostrovní vysočiny.

## Příroda

### Geologie
Ostrov je tvořen převážně vápenci, místy také ledovcovými a mořskými usazeninami. Povrch je nížinný, místy bažinatý. Půdy jsou chudé, štěrkovité. Vznikají na produktech zvětrávaných vápenců. Na ostrově jsou naleziště dolomitů (Kaarma) a vápenců.

### Flóra
Rostlinstvo ostrova je poměrně bohaté, vyskytuje se zde 80 % ze všech druhů rostlin, které jsou v Estonsku doma. Asi 120 druhů rostlin je chráněných. Přibližně 40 % ostrova pokrývají lesy, tvořené hlavně borovicí lesní a jalovcem obecným. Z bylin je nejvzácnější endemitický rhinanthus osiliensis (estonsky Saaremaa robirohu), ale roste tu také 35 z celkem 36 estonských druhů orchidejí.

### Fauna

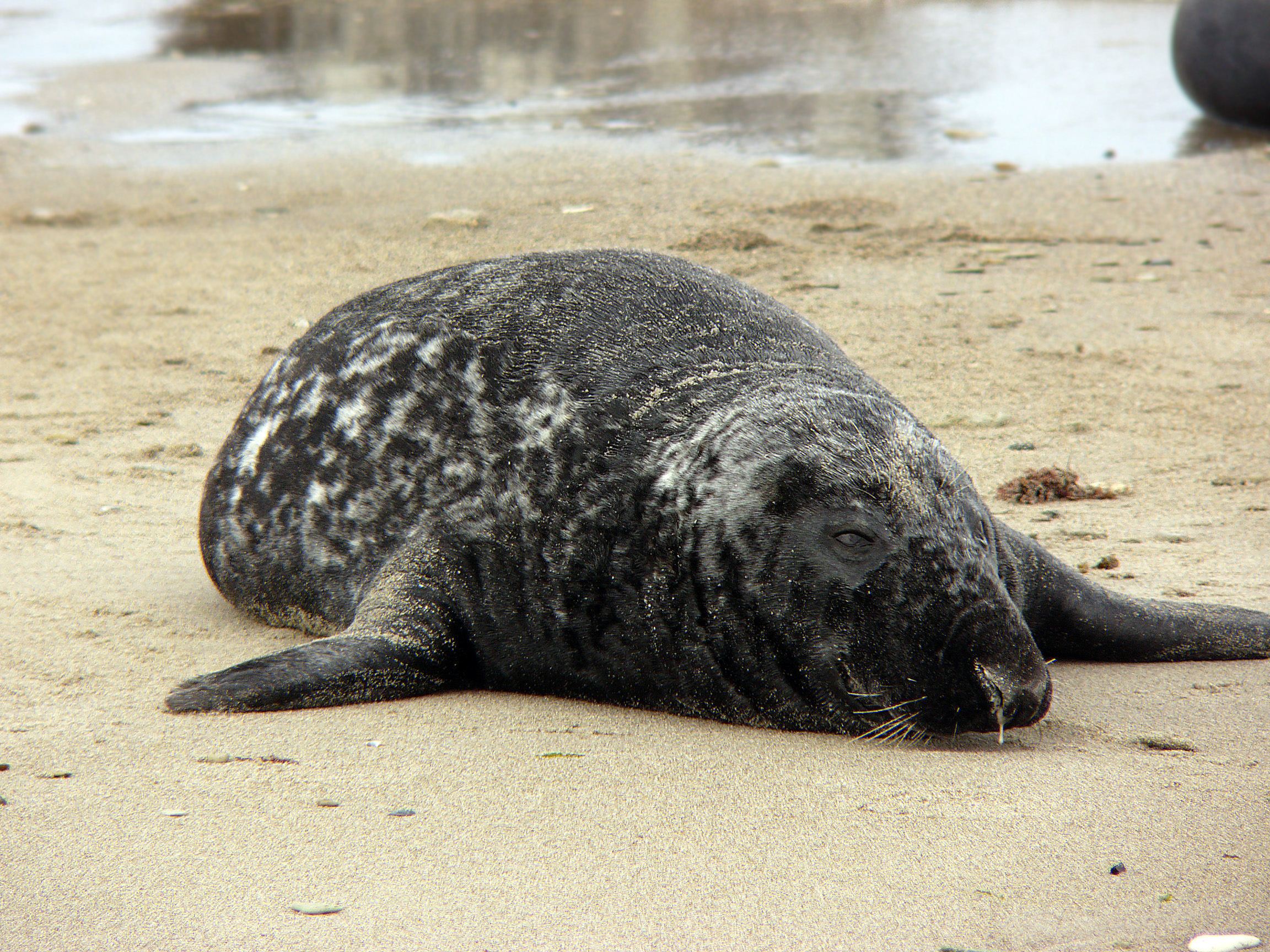
Tuleň kuželozubý

Poměrně bohatá je i zvířena ostrova, byť kvůli oddělenosti souše zaostává za pevninskou. V pobřežních vodách žije několik druhů tuleňů, z nich nejtypičtější je tuleň kuželozubý. Na pobřeží hnízdí mnoho druhů mořského ptactva, ostrovem rovněž procházejí linie ptačího tahu, takže je tu na jaře a na podzim možno setkat se s jinde vzácnými druhy jako jsou berneška tmavá nebo kajka mořská. Na pevnině hojní medvěd hnědý a rys ostrovid jsou zde kvůli omezenosti ostrova vzácnější.

### Ochrana
V jihozápadní části Západoostrovní vysočiny se nachází přírodní rezervace Viidumäe. Přibližně 20 km severovýchodně od Kuressaare v Kaali se nachází chráněný přírodní výtvor, skupina kráterů vzniklých po dopadu meteoritu.

## Osídlení
Saaremaa správně náleží do stejnojmenného kraje, jehož většinu rozlohy též sama tvoří. Ostrov má přibližně 33 tisíc obyvatel, z nichž necelá polovina žije ve městě Kuressaare na jižním pobřeží ostrova, které je rovněž správním centrem kraje.
Saaremaa má poměrně hustou síť silnic (celková délka 3 100 km), avšak jen menšina z nich má asfaltový povrch. Ostrov je spojen čtyřkilometrovou silniční hrází se sousedním ostrovem Muhu, a přes něj trajektem mezi Kuivastu a Virtsu i s estonskou pevninou. Na samotném ostrově Saaremaa jsou nejvýznamnějšími přístavy Roomassaare (Kuressaarský přístav), Nasva a Mõntu na jižním a Veere a Triigi na severním pobřeží, z nichž první čtyři slouží též mezinárodnímu provozu. Jediné letiště na ostrově se nachází v Roomassaare.

## Historie
Historie ostrova Saaremaa začala podle archeologických nálezů již před více než osmi tisíci lety, tedy nedlouho poté, co se po ústupu pevninského ledovce oblast stala obyvatelnou. Díky poloze zároveň dobře dostupné a zároveň chráněné mořem a díky příznivému přímořskému klimatu pak Saaremaa po tisíciletí patřila k nejhustěji osídleným baltským územím.

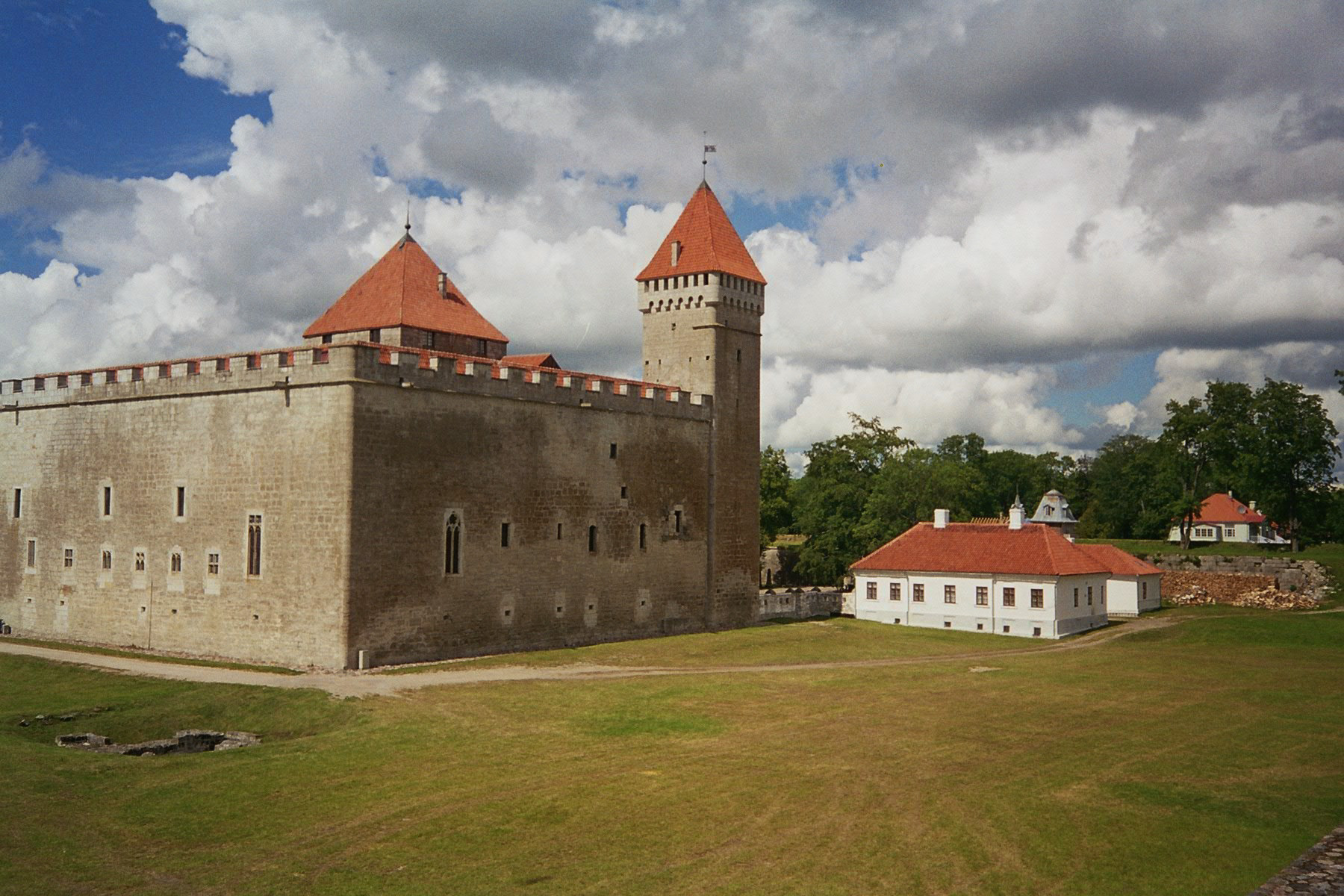
Řádový hrad v Kuressaare

Obyvatelstvo ostrova tvořily pravděpodobně od nejstarších dob baltofinské kmeny, jejichž přímými pokrevními i kulturními potomky jsou i dnešní obyvatelé ostrova. Do počátku 13. století jim vládla vlastní rodová šlechta. V letech 1206–1227 byl v těžkých a krvavých válkách ostrov dobyt řádem mečových rytířů a stal se částečně řádovým územím, částečně územím biskupství Ösel-Wiek. Ostrované se podřizovali cizí vládě s velkou nechutí, následující století přineslo několik velkých povstání, v roce 1343 se v rámci Povstání svatojiřské noci podařilo Estoncům osvobodit téměř celý ostrov, a teprve druhé křižácké výpravě se podařilo podřídit jej opět nadvládě biskupa a řádu.
Roku 1558 zahajuje ruský car dobyvačné tažení do Pobaltí, čehož využívají i Švédsko, Dánsko a Polsko, aby v této oblasti rozšířili své državy. Biskup, který je od zániku řádu jediným lenním pánem ostrova, jej roku 1559 prodává Dánsku. V následující sedmileté válce (1565–1570) se o získání ostrova pokoušejí i Švédové a Poláci, ale Dánsku se nakonec podaří své panství obhájit. Teprve dánsko-švédská válka roku 1645 rozhodne o připojení ostrova ke Švédskému království.
Ve Velké severní válce získává roku 1710 ostrov Rusko, a udrží si jej až do roku 1917, kdy jej na rok dobude Německo. Koncem roku 1918 pak vládu nad ostrovem získává nově vznikající Estonská republika.

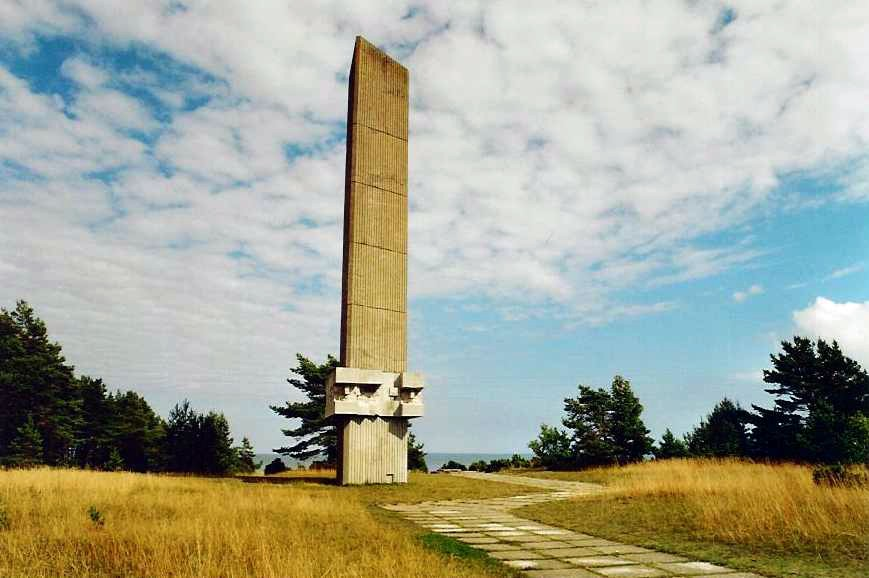
Pomník sovětsko-německé bitvy o Sõrve, zřízený roku 1967 v Tehumardi

V červnu roku 1940 zahájil Sovětský svaz okupaci Estonska. Saaremaa byla obsazena Rudou armádou, kterou však v rámci válečných událostí v roce 1941 vystřídala německá armáda. Předtím však, mezi 7. srpnem a 5. zářím 1941, odtud provádělo sovětské letectvo nálety na Berlín. V říjnu až listopadu 1944 obsadila ostrov opět sovětská vojska, která jej okupovala až do obnovení estonské samostatnosti v roce 1991.